# Montague Summers

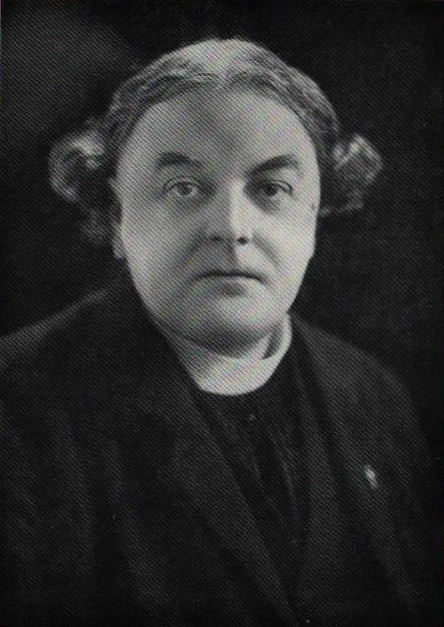
Montague Summers cerca de 1920

Augustus Montague Summers  (10 de abril de 1880 em Clifton - 10 de agosto de 1948 em Richmond) foi um autor, clérigo e professor inglês.   Ele inicialmente se preparou para uma carreira na  Igreja da Inglaterra  em  Oxford  e  Lichfield  , e foi ordenado diácono anglicano em 1908. Então converteu-se ao  catolicismo romano  e começou a autodenominar-se  padre católico  .   No entanto, nunca foi afiliado a nenhuma  diocese  ou  ordem religiosa  católica , e é duvidoso que tenha sido realmente ordenado sacerdote.  Ele foi contratado como professor de inglês e  latim  enquanto realizava trabalhos académicos independentes sobre o drama inglês do século XVII.   Estes últimos lhe renderam a eleição para a  Royal Society of Literature  em 1916.
Conhecido por sua personalidade e interesses excêntricos, Summers tornou-se uma figura bem conhecida na sociedade londrina como resultado da publicação de sua The History of Witchcraft and Demonology (História da Bruxaria e Demonologia)  em 1926. Esse trabalho foi seguido por outros estudos sobre  bruxaria,  vampiros  e  lobisomens, em todos os quais ele professava acreditar. Summers também produziu uma tradução moderna para o inglês, publicada em 1929, do Malleus Maleficarum .